# Geraldo Fleming
Geraldo Reis Fleming (Campanha, 25 de julho de 1929 – Rio Branco, 13 de junho de 1991) foi um militar, médico veterinário e político brasileiro que fez carreira no Acre.

## Dados biográficos
Filho de Antônio Fleming, de origem irlandesa, e Conceição Reis Fleming. Militar, graduou-se veterinário pela Universidade Federal Fluminense e ainda no Rio de Janeiro fez o curso de oficial médico veterinário do Exército com pós-graduação na Argentina e no Uruguai. Começou sua carreira política filiado ao PTB em 1961 e em 1962 foi eleito deputado estadual. Com a vitória do Regime Militar de 1964 houve a cassação do governador acriano José Augusto de Araújo. Diante disso a Assembleia Legislativa elegeu o capitão Edgar Cerqueira como seu sucessor e este escolheu Geraldo Fleming Secretário de Agricultura, Indústria e Comércio, cargo que exerceu cumulativamente com a Secretaria de Justiça, Interior e Segurança Pública. Em 1965 reassumiu seu mandato parlamentar e optou pelo MDB após a instituição do bipartidarismo pelo Ato Institucional Número Dois, sendo reeleito em 1966, 1970 e 1974.
Eleito deputado federal em 1978, optou pelo PMDB em 1980 quando o governo João Figueiredo restaurou o pluripartidarismo. Reeleito em 1982, nesse mesmo ano sua esposa, Iolanda Fleming, foi eleita vice-governadora do Acre na chapa de Nabor Júnior. Durante a legislatura votou a favor da emenda Dante de Oliveira em 1984 e em Tancredo Neves no Colégio Eleitoral em 1985. Em 14 de maio de 1986 Iolanda Fleming assumiu o governo estadual e Geraldo Fleming foi reeleito em novembro e como tal participou da Assembleia Nacional Constituinte que elaborou a Constituição de 1988.
Candidato a um novo mandato em 1990 ficou na suplência e veio a falecer na capital acriana no ano seguinte.